# Аазаз
Ааза́з, также Аза́з (араб. أعزاز‎) — город в Сирии, в мухафазе Халеб; административный центр района Аазаз. Расположен на севере страны, в 7 км от турецко-сирийской границы. По переписи 2004 года население города — 31 623 человека.
Наиболее примечателен тем, что 11 июня 1125 года в нём произошла битва при Аазазе между крестоносцами и сельджуками. Во время гражданской войны в Сирии город стал местом противостояния сирийских курдов и Турции. В 2016 году в результате операции «Щит Евфрата» занят турецкими войсками.

## География
Расположен примерно в 50 км к северо-западу от Халеба (Алеппо) и в 7 км от границы с Турцией, на высоте 557 м над уровнем моря. Географически принадлежит к северной части гор Симеона. Аазаз расположен в пределах одноимённой равнины и плато Алеппо.

## История
В 1030 году произошла битва за Аазаз, в которой византийский император Роман III Аргир потерпел поражение. Вскоре город был всё же захвачен византийцами под командованием Никетаса из Мистейи.
11 июня 1125 (или 13 июня) силы крестоносцев под командованием короля Балдуина II Иерусалимского в битве при Аазазе разбили армию турок-сельджуков и сняли осаду города. В 1144 году влияние крестоносцев в этом регионе было подорвано после захвата Зангидами Эдессы. В 1146 году Онфруа II де Торон послал шестьдесят рыцарей для усиления гарнизона в Аазазе. Несмотря на внушительные укрепления, в июне 1150 года Аазаз пал перед мусульманами, возглавляемыми Нур ад-Дином Махмудом.
Во времена правления Айюбидов местный историк Якут аль-Хамави описал Аазаз как «прекрасный город». С XIII века город входил в Мамлюкский султанат. В 1516 году по итогам битвы на Дабикском поле Аазаз вошёл в состав Османской Империи и вместе с Килисом составлял отдельную административную единицу – санджак. После распада Османской империи в начале XX века сирийско-турецкая граница прошла к северу от Аазаза. Первоначально город являлся частью подмандатных территорий Французской колониальной империи, с 1946 года — независимого государства Сирия.

## Гражданская война
Во время гражданской войны (с 2011) город неоднократно становился ареной боёв. Являясь небольшим городом, Аазаз, тем не менее имеет стратегическое значение как ключевое звено на пути между Турцией и Алеппо — вторым по размеру городом в Сирии.
19 июля 2012 года представители Свободной армии Сирии сообщили о захвате города в результате трехнедельных боёв. В ночь на 18 сентября 2013 года в результате 4-часового боя город был захвачен силами ИГИЛ. Захват сопровождался изгнанием отрядов Свободной армии Сирии и казнями сотни попавших в плен её бойцов. В ходе гражданской войны, в начале 2016 года, в районе Аазаза произошли боестолкновения между силами курдов (YPG) и сирийскими повстанцами, оказавшие серьёзное влияние на ход конфликта. 7 января в городе произошёл теракт — не менее 60 погибших, более 70 ранено. Согласно турецкому агентству Anadolu был взорван заминированный автомобиль вблизи здания суда группировки «Ахрар аш-Шам», в результате чего убиты многие боевики движения.

## Экономика
Жители выращивают в основном пшеницу, хлопчатник и иные яровые культуры, а также оливки, виноград, инжир, черешню. Кроме того, развита практика разведения коз, овец и коров. Некоторые жители занимаются птицеводством и пчеловодством.

## Здания и сооружения
Для города характерна древняя глинобитная постройка.